# Eublemma patruelis
Eublemma patruelis là một loài bướm đêm trong họ Erebidae.